# Rudolf Lang (polski pułkownik)
Rudolf Lang (ur. 30 maja 1880 w Koszycach, zm. 1940 w ZSRR) – pułkownik kawalerii Wojska Polskiego, ofiara zbrodni katyńskiej.

## Życiorys
Urodził się 30 maja 1880 w Koszycach jako syn Rudolfa.
W korpusie ułanów C. K. Obrony Krajowej został mianowany podporucznikiem z dniem 1 września 1900, potem awansowany na porucznika z dniem 1 listopada 1905. Był przydzielony do Pułku Ułanów Obrony Krajowej Nr 3 w Rzeszowie, od ok. 1907 do ok. 1911 był adiutantem pułku. Następnie został awansowany na rotmistrza z dniem 1 listopada 1913. Od tego czasu służył w Pułku Ułanów Obrony Krajowej Nr 1 we Lwowie, w tym podczas I wojny światowej do 1918, gdy jako oficer nadkompletowy był komendantem c. k. stacji remontowej (koni) w Lissa an der Elbe.
29 listopada 1919 został przyjęty do Wojska Polskiego z zatwierdzeniem posiadanego stopnia majora jazdy i przydzielony do 9 Pułku Ułanów Małopolskich na stanowisko dowódcy szwadronu zapasowego. 19 kwietnia 1920 został przeniesiony z 9 puł. do dyspozycji Dowództwa Okręgu Generalnego „Pomorze”. W tym samym miesiącu, w Grudziądzu, objął dowództwo szwadronu zapasowego 5 Pułku Konnych Strzelców Wielkopolskich, który 28 października 1920 został przemianowany na 7 Pułk Strzelców Konnych, a 30 maja 1921 na 7 Pułk Strzelców Konnych Wielkopolskich. Na stanowisku dowódcy szwadronu zapasowego 5 psk 15 lipca 1920 został zatwierdzony z dniem 1 kwietnia 1920 w stopniu majora, w kawalerii, w grupie oficerów byłej armii austro-węgierskiej. 1 czerwca 1921 nadal pełnił służbę w 7 psk, w stopniu  podpułkownika.
Od listopada 1921 był dowódcą 24 Pułku Ułanów w Kraśniku. 3 maja 1922 został zweryfikowany w stopniu podpułkownika ze starszeństwem z 1 czerwca 1919 i 30. lokatą w korpusie oficerów jazdy, a 1 grudnia 1924 mianowany pułkownikiem ze starszeństwem z 15 sierpnia 1924 i 8. lokatą w korpusie oficerów kawalerii. Z dniem 31 grudnia 1928 został przeniesiony w stan spoczynku. W 1934, jako oficer stanu spoczynku, był przydzielony do Oficerskiej Kadry Okręgowej nr VI jako oficer przewidziany do użycia w czasie wojny i pozostawał wówczas w ewidencji Powiatowej Komendy Uzupełnień Lwów Miasto.
Po wybuchu II wojny światowej i agresji ZSRR na Polskę z 17 września 1939 został aresztowany przez funkcjonariuszy NKWD. Został przewieziony do więzienia przy ulicy Karolenkiwskiej 17 w Kijowie. Tam prawdopodobnie na wiosnę 1940 został zamordowany przez NKWD. Jego nazwisko znalazło się na tzw. Ukraińskiej Liście Katyńskiej opublikowanej w 1994 (został wymieniony na liście wywózkowej 551/5-29 oznaczony numerem 1652). Ofiary tej zbrodni zostały pochowane na otwartym w 2012 Polskim Cmentarzu Wojennym w Kijowie-Bykowni.
Czterej pułkownicy kawalerii w stanie spoczynku z Oficerskiej Kadry Okręgowej nr VI w 1934 wymienieni jako oficerowie przewidziani do użycia w czasie wojny, tj. Stefan Cieński, Rudolf Lang, Wawrzyniec Łobaczewski, Gwido Poten, zostali zamordowani w 1940 i widnieją na tzw. Ukraińskiej Liście Katyńskiej.
19 kwietnia 2022 postanowieniem Prezydenta RP Andrzeja Dudy został pośmiertnie awansowany na generała brygady.

## Ordery i odznaczenia
- Złoty Krzyż Zasługi (15 czerwca 1939)[29]
- Brązowy Medal Zasługi Wojskowej na wstążce Krzyża Zasługi Wojskowej (przed 1916)[11] z mieczami (Austro-Węgry, przed 1918)[12]
- Brązowy Medal Zasługi Wojskowej na wstążce czerwonej (Austro-Węgry, przed 1914)[10]
- Krzyż Jubileuszowy Wojskowy (Austro-Węgry, przed 1909)[7]
- Krzyż Pamiątkowy Mobilizacji 1912–1913 (Austro-Węgry, przed 1914)[10]